# کیوتو ۴۳۵۲
سیارک ۴۳۵۲ (به انگلیسی: 4352 Kyoto، نامگذاری:1989UW1) چهار هزار و سیصد و پنجاه و دومین سیارک کشف شده‌است که در ۲۹ اکتبر ۱۹۸۹ کشف شد.
قدر مطلق سیارک برابر ۱۱٫۷۰ است.